# 두경
두경(杜瓊, 170년 이전 ~ 250년)은 중국 삼국 시대 촉한의 관료이자 학자로, 자는 백유(伯瑜)이며 촉군 성도현 사람이다.

## 생애

### 유비가 황제에 오르기를 주장하다
어려서 임안에게서 학문을 배워, 임안의 술법(미래를 예측하여 아는 법)을 익혔다. 유장 시절에 천거되어 종사가 되었다. 유비가 익주를 평정하고 그 목을 대령하자, 두경을 의조종사로 삼았다. 건안 25년(220년), 위왕 조비가 후한 헌제에게 선양을 받아 위의 황제가 되자, 양천후 유표(劉豹), 청의후 상거(向擧), 편장군 장예·황권, 대사마속 은순(殷純), 익주 별가종사 조작(趙莋), 치종종사 양홍(楊洪), 종사좨주 하종(何宗), 권학종사 장상(張爽)·윤묵·초주 등과 함께 상언하여 유비가 제위에 오르기를 주장했다. 유선이 황제에 오른 후, 간의대부가 되었고, 옮겨 좌중랑장·대홍려·태상이 되었다.

### 촉한이 조위에 항복할 것을 예언하다
두경은 사람됨이 조용하고 묵묵하여 말이 적었고, 문을 닫고 스스로 지키면서 세상 일에 관여하지 않았다. 장완·비의 등이 모두 그의 기량을 무겁게 여겼다. 비록 학업에 깊이 침잠했지만, 처음에는 천문을 보고 논하는 바가 없었다. 후배 통유 초주가 항상 그 뜻을 묻자, 두경은 답하여 가로되,“이런 술법을 밝히고자 하는 것은 심히 어려우니, 마땅히 자신이 직접 보고 천문의 모습과 형태를 알아야지, 다른 사람을 믿을 수 없소. 새벽부터 저녁까지 고통이 극심하여, 그러하여 안 후에도, 다시 이것이 누설되는 것을 걱정하는 것은, 차라리 알지 못하는 것만 못하니, 이 때문에 다시 천문을 보지 않는 것이오.”.
초주가 또 물었다. “옛날, 주징군(周徵君)은 도고(塗高)란 응당 위(魏)라 했습니다. 이것은 무슨 뜻입니까?”
두경은 답했다. “위란, 대궐 문의 이름인데, 도로에 닿았고 높소. 성인은 위나라와 대궐 문 이름 위가 같은 글자인 것을 취하여 말한 것이오.” 그리고 또 초주에게 물었다. “어찌 또 의심스러운 것이 있소?” 초주는 답했다. “아직 저는 깨닫지 못했습니다.” 두경은 다시 답했다. “옛날에는 관직명에 조(曹)란 글자를 쓰지 않았는데, 한나라가 시작한 이래로 관명에 조(曹)자를 전부 쓰게 되었으니, 관리를 속조(屬曹)라 하고, 관졸을 시조(侍曹)라 했소. 이것은 아마 하늘의 뜻일 것이오.”
훗날 초주는 두경의 말을 기초로 하여 촉한이 위에 국통을 넘겨줄 것이라고 서술했다. 촉한이 망한 후, 모두 초주의 말을 증험으로 삼았다. 초주 가로되, “이것은 비록 나 스스로 추론한 것이지만, 말미암은 바가 있으니, 두군의 말에서 말미암아 이를 확장시킨 것이며, 특별히 신이한 사상이나 독자적으로 이른 특이한 것은 없다.”
두경은 80여 세가 되어서, 연희 13년(250년)에 죽었다.

## 저술
《한시장구(韓詩章句》10여만 글자를 저술했는데, 자식들에게 전수하지 않아, 그의 학술을 전하는 자는 없었다.

## 《삼국지연의》의 두경
《삼국지연의》에서는 제80회·제85회·100회에 등장한다. 사서에서 보이는 예언가의 모습은 보이지 않는다.
제80회에서는 제갈량이 유비를 제위에 오르게 하기 위해서 병을 칭탈해서 유비를 자신의 집으로 불렀을 때, 병풍 뒤에 숨어 있던 문무관원 중의 한 명으로 나온다.
제85회에서는 위나라 조비와 사마의가 맹달·맹획·손권·가비능을 포섭하고 조진에게 명을 내려 다섯 길로 각각 10만 군사를 보내 촉한으로 쳐들어간다는 소식을 들은 후주 유선이 크게 놀라며 황문시랑 동윤과 간의대부 두경을 명하여 승상 제갈량이 왜 대전에 나타나지 않는지를 묻게 했다. 두경은 동윤과 함께 승상부로 가서 제갈량을 찾았으나, 제갈량은 병이 났다는 핑계로 문을 열어주지 않았다. 두경은 후주에게 돌아가 친히 승상부로 갈 것을 상주해, 유선은 승상부로 가서 제갈량의 대책을 듣게 된다.(제갈량은 조진과 가비능·맹획·맹달을 각각 조운·마초·위연·이엄으로 하여금 물리치게 했다. 또한 등지를 보내어 출전 준비 중이던 손권을 붙잡고 오히려 촉오간 동맹을 성사시켰다.)
제100회에서는 장수로서, 제갈량의 명령을 받아 위연·장억·진식과 함께 기곡으로 출진했다. 제갈량은 등지를 보내 위군의 매복에 주의할 것을 당부했으나, 진식과 위연은 제갈량을 비웃으며 대비하지 않고 진군했다가 사마의가 준비한 복병에 걸려 크게 패했다. 두경과 장의는 겨우 포위를 빠져나온 위연과 진식을 접응하여 추격해 온 위군을 물렸다. 나중에 기산으로 돌아와, 위연·장억·진식과 함께 죄를 청했다. 제갈량은 패배의 주범인 위연·진식 둘 중에서, 진식을 주동으로 삼아 죽이고 위연은 후방에 두었다.

## 같이 보기
- 삼국지 인물 목록